# Sjoel Brielle

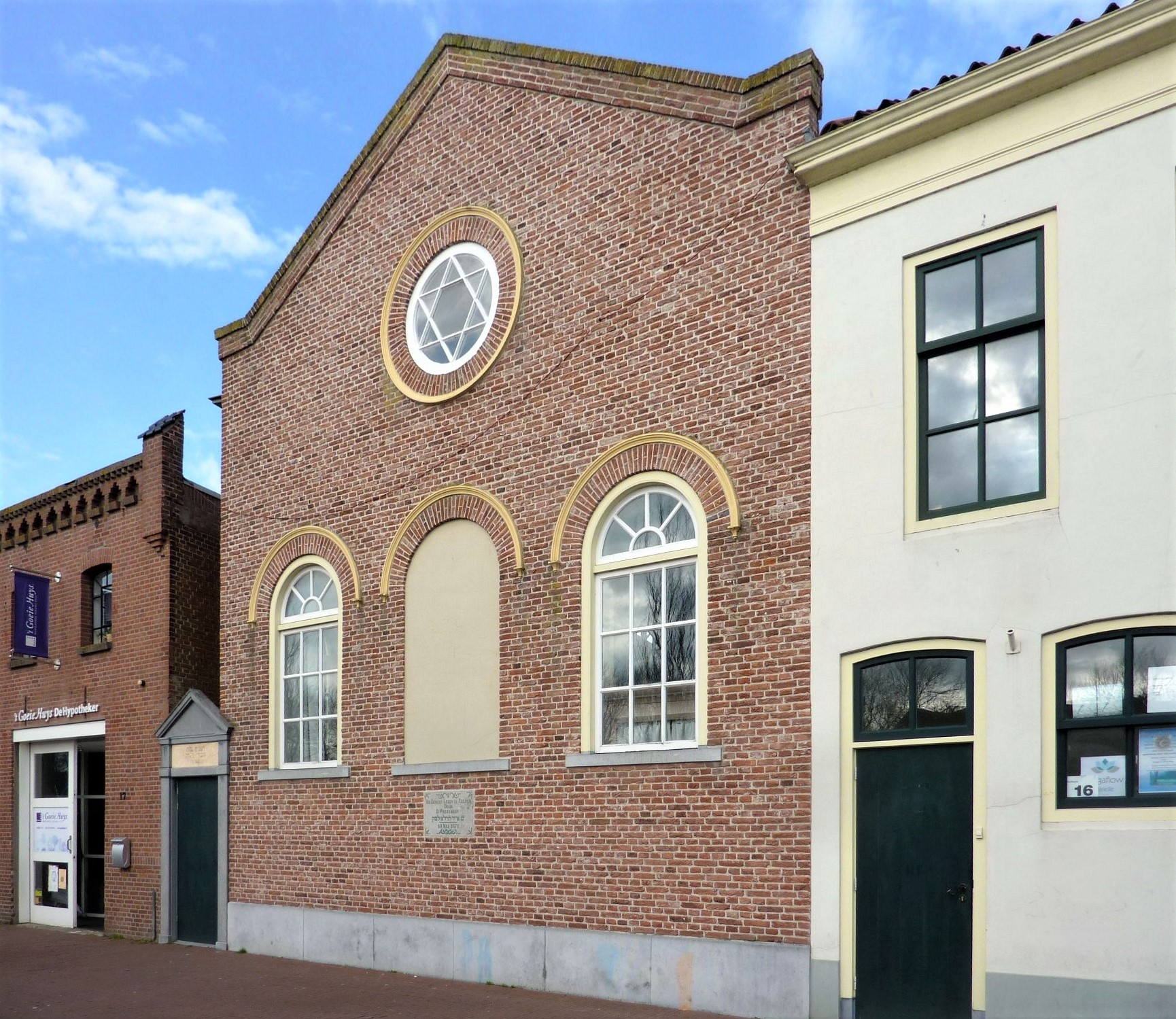
Voormalige synagoge van Brielle

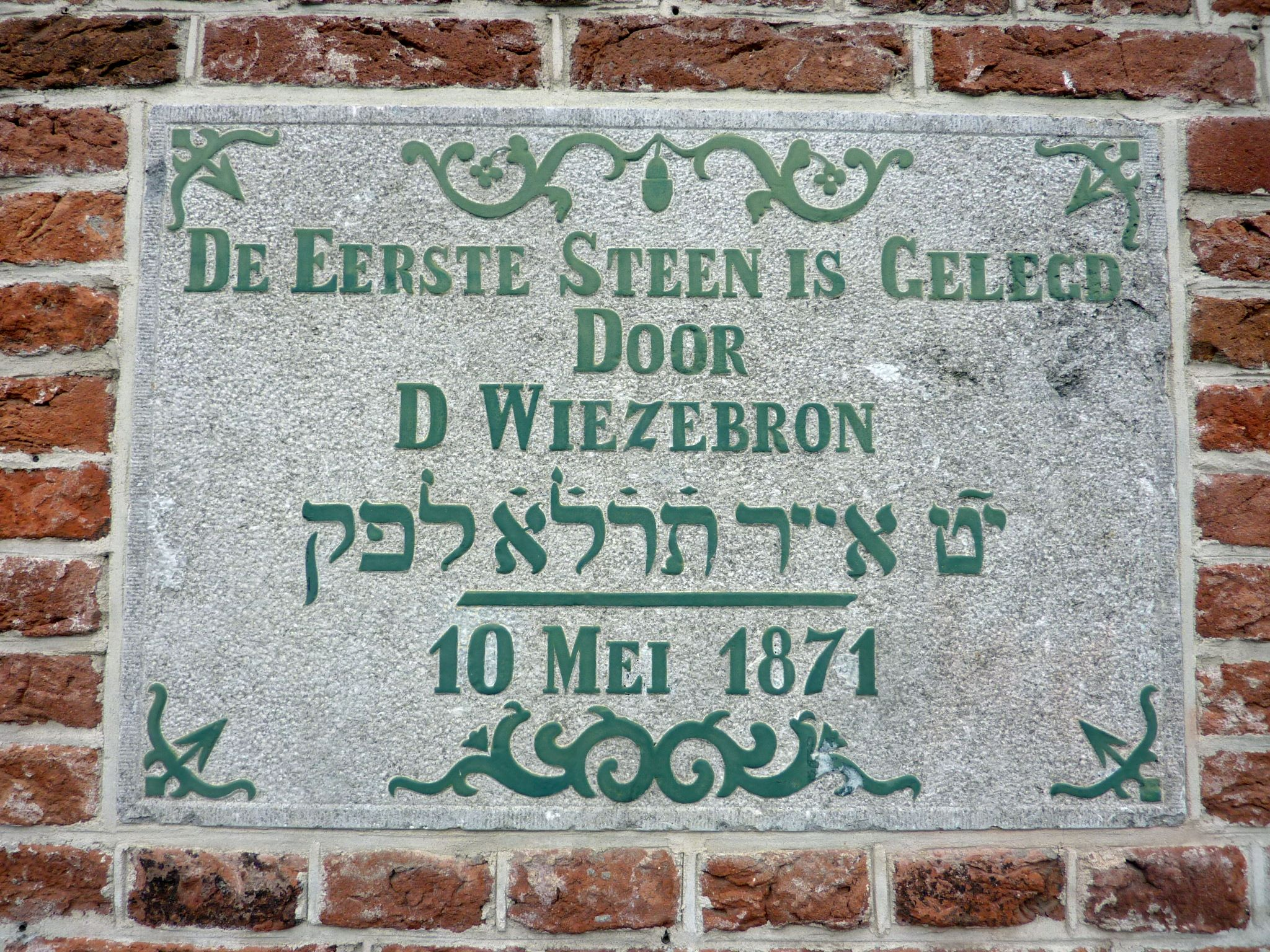
Voormalige synagoge van Brielle

De Sjoel Brielle, een synagoge uit 1871, is het enige overgebleven joodse gebedshuis in de regio Voorne-Putten, Rozenburg en Goeree-Overflakkee, in de Nederlandse provincie Zuid-Holland. Sjoel is de Jiddische benaming van een synagoge.
De synagoge is sinds de Tweede Wereldoorlog niet meer als zodanig in gebruik. Na 1945 werd het pand gekocht door een aannemer die er een opslagloods van gemaakte. In 1999 is de Stichting Behoud voormalige Synagoge Brielle opgericht, die op initiatief van ds. Egbert Rietveld fondsen verzamelde om het pand aan te kopen en te restaureren. Op 11 september 2005, ter gelegenheid van Open Monumentendag, werd het gebouw onder grote belangstelling en in aanwezigheid van rabbijn Avraham Soetendorp heropend. Het pand is, onder leiding van architect Jan Walraad, gerestaureerd en draagt nu officieel de naam Sjoel Brielle. Het is een plaats geworden voor herinnering, viering, ontmoeting en cultuur.